# RFC de Liège
Royal Football Club de Liège je belgický fotbalový klub z Lutychu. Založen byl roku 1892 jako Liège Football Club. Jde o historicky prvního belgického mistra z roku 1896. Celkem klub získal pět titulů mistra ligy (1895-96, 1897/98, 1898/99, 1951–52, 1952–53) a jednou vyhrál belgický pohár (1990). Největšího mezinárodního úspěchu dosáhl v sezóně 1963/64, kdy se probojoval do semifinále Veletržního poháru. Dvakrát hrál též čtvrtfinále evropského poháru, Poháru UEFA 1989/90 a Poháru vítězů pohárů 1990/91. V současnosti hraje třetí belgickou ligu.